# Elezioni generali in Ecuador del 2002
Le elezioni generali in Ecuador del 2002 si tennero il 20 ottobre per l'elezione del Presidente e il rinnovo del Congresso nazionale, con ballottaggio il 24 novembre per le elezioni presidenziali.
Fu eletto Presidente Lucio Gutiérrez, sostenuto dal Partito Società Patriottica, che sconfisse il candidato del Partito Rinnovatore Istituzionale di Azione Nazionale, Álvaro Noboa.

## Risultati

### Elezioni presidenziali
| Candidati              | Partiti                                               | I turno   | I turno | II turno  | II turno |
| Candidati              | Partiti                                               | Voti      | %       | Voti      | %        |
| ---------------------- | ----------------------------------------------------- | --------- | ------- | --------- | -------- |
| Lucio Gutiérrez        | Partito Società Patriottica - Pachakutik              | 943 123   | 20,64   | 2 803 243 | 54,79    |
| Álvaro Noboa           | Partito Rinnovatore Istituzionale di Azione Nazionale | 794 614   | 17,39   | 2 312 854 | 45,21    |
| León Roldós Aguilera   | Red Ética y Democracia                                | 703 593   | 15,40   |           |          |
| Rodrigo Borja Cevallos | Sinistra Democratica                                  | 638 142   | 13,97   |           |          |
| Xavier Neira Menéndez  | Partito Sociale Cristiano                             | 553 106   | 12,11   |           |          |
| Jacobo Bucarám Ortíz   | Partito Roldosista Ecuadoriano                        | 544 688   | 11,92   |           |          |
| Jacinto Velazquez      | Movimiento Transformación Social Independiente        | 169 311   | 3,71    |           |          |
| Ivonne Juez            | Partito Liberale Radicale Ecuadoriano                 | 79 598    | 1,74    |           |          |
| César Alarcon          | Partido Libertad                                      | 54 793    | 1,20    |           |          |
| Osvaldo Hurtado Larrea | Movimiento Patria Solidaria                           | 49 043    | 1,07    |           |          |
| Carlos Varas           | Movimiento Indígena Amauta Jatari                     | 39 171    | 0,86    |           |          |
| Totale                 | Totale                                                | 4 569 182 | 100     | 5 116 097 | 100      |

### Elezioni parlamentari
| Liste                                                 | Voti | % | Seggi |
| ----------------------------------------------------- | ---- | - | ----- |
| Partito Sociale Cristiano                             |      |   | 26    |
| Sinistra Democratica                                  |      |   | 16    |
| Partito Roldosista Ecuadoriano                        |      |   | 15    |
| Pachakutik                                            |      |   | 11    |
| Partito Rinnovatore Istituzionale di Azione Nazionale |      |   | 10    |
| Partito Società Patriottica                           |      |   | 6     |
| Democrazia Popolare-Unione Democratica Cristiana      |      |   | 4     |
| Partito Socialista - Fronte Ampio                     |      |   | 3     |
| Movimento Popolare Democratico                        |      |   | 3     |
| Concentración de Fuerzas Populares                    |      |   | 1     |
| Partido Libertad                                      |      |   | 1     |
| Movimiento Ciudadano Nuevo País                       |      |   | 1     |
| Movimiento Patria Solidaria                           |      |   | 1     |
| Movimiento Integración Provincial                     |      |   | 1     |
| Transformación Democrática                            |      |   | 1     |
| Totale                                                |      |   | 100   |